# Nähmaschinen- und Zweiradmechaniker

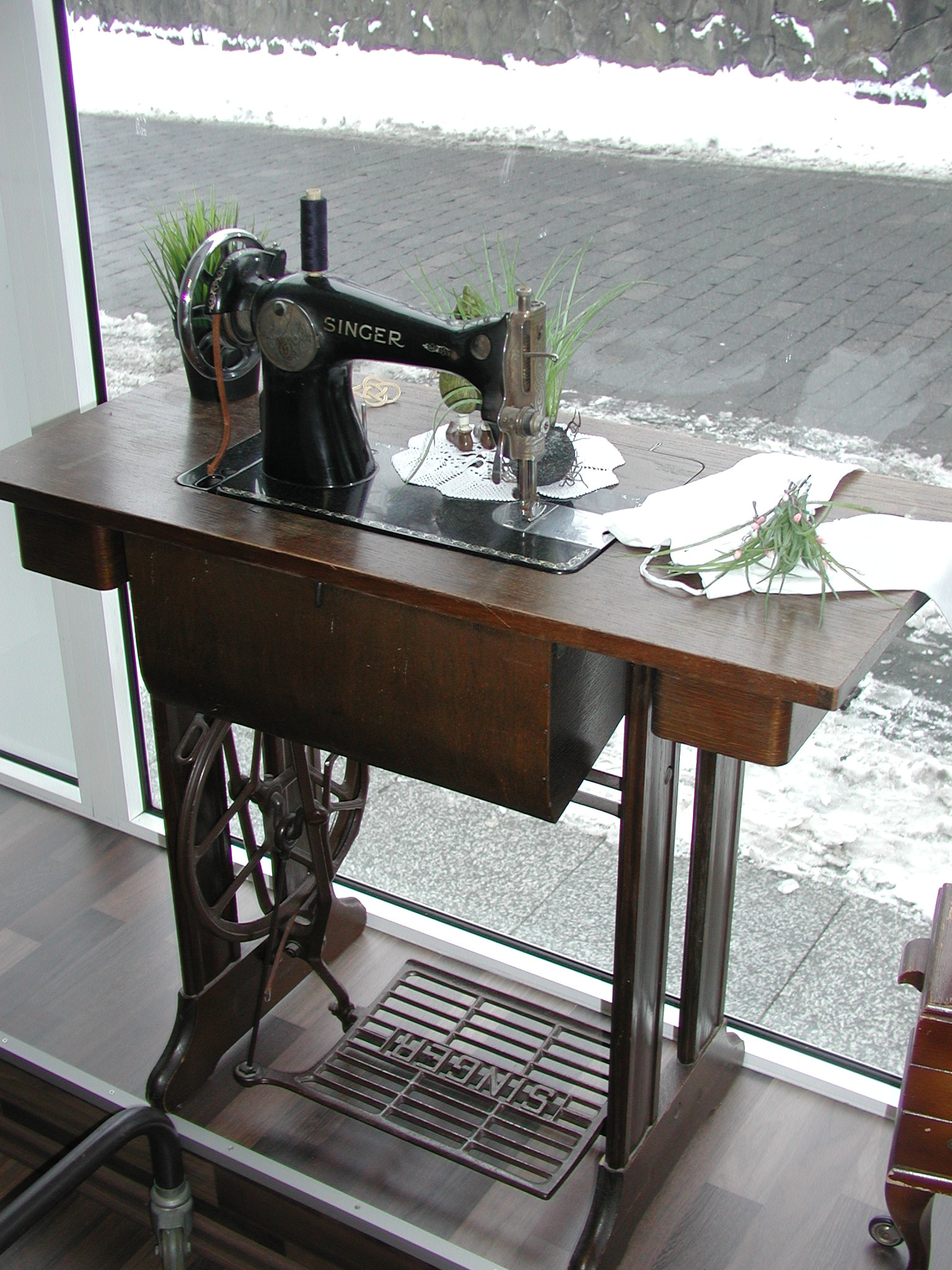
Nähmaschine mit Fußantrieb

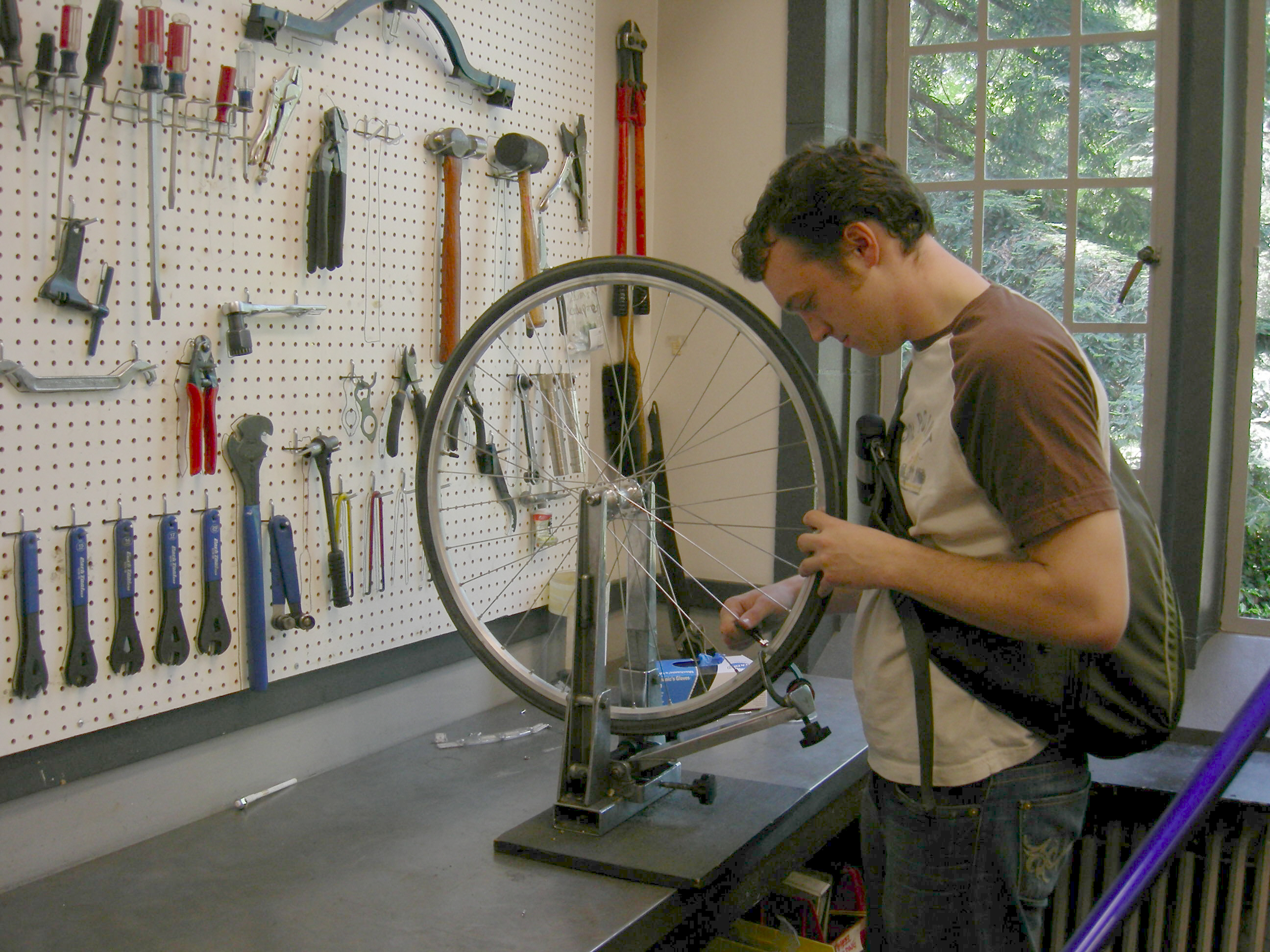
Zentrieren einer Fahrradfelge

Nähmaschinen- und Zweiradmechaniker war von 1964 bis 1989 ein handwerklicher Ausbildungsberuf in Deutschland. Die Lehrzeit betrug dreieinhalb Jahre.
Der Beruf ging aus dem Vorläufer Büro-, Näh-, Sprechmaschinen- und Fahrradmechaniker hervor, der 1964 die erste Aktualisierung erfuhr und sich in die Berufsbilder Büromaschinenmechaniker sowie Nähmaschinen- und Zweiradmechaniker teilte. 1989 haben sich aus dem Nähmaschinen- und Zweiradmechaniker die Berufe Feinmechaniker Fachrichtung Nähmaschineninstandhaltung (heute Feinwerkmechaniker Schwerpunkt Feinmechanik) sowie Zweiradmechaniker (heute Zweiradmechatroniker) entwickelt.

## Berufsbild
Als Nähmaschinenmechaniker beschäftigten sie sich mit der Aufstellung, Pflege, Wartung und Instandsetzung von Haushalts- und Industrienähmaschinen sowie von Strick- und Bügelgeräten. Weiterhin fertigten sie Spezialteile für diese Maschinen und bauten damit die vorhandenen Maschinen um.
Als Zweiradmechaniker warteten, pflegten, überholten und reparierten sie alle Zweiradfahrzeuge, also Fahrräder, Mopeds, Motorroller, Motorräder, Fahrradanhänger, Beiwagen und Behindertenfahrzeuge. Sie führten die notwendigen Inspektionen durch und beherrschten dazu die gesamte Fahrzeugtechnik.
Historisch gesehen ist der Beruf des Zweiradmechanikers eng mit der Nähmaschinentechnik verknüpft, da die Zweiradindustrie ursprünglich aus Nähmaschinenfabriken entstand, was sich beispielsweise in der heute noch geläufigen Bezeichnung „Fahrrad- und Nähmaschinenöl“ für das gemeinsam benutzte Schmiermittel niederschlägt.